# Fernando Mario Chávez Ruvalcaba
Fernando Mario Chávez Ruvalcaba (Zacatecas, 30 de noviembre de 1932-Zacatecas, 15 de septiembre de 2021) fue un sacerdote y obispo mexicano, que se desempeñó como Obispo de Zacatecas; siendo el primer zacatecano en ocupar tal cargo.

## Biografía

### Primeros años y formación
Nació en Zacatecas el 30 de noviembre de 1932, hijo de Fernando Chávez y de su esposa Beatriz Ruvalcaba.
Ingresó al Seminario Conciliar de Zacatecas donde pasó la mayoría de su formación sacerdotal hasta que viajó a Roma para proseguir sus estudios. 

## Sacerdocio
Fue ordenado sacerdote el 21 de diciembre de 1961 por el arzobispo titular de Tirnovo, Antonio Samoré, en Roma, Italia. Obtuvo la licenciatura en filosofía y se especializó en teología por la Pontificia Universidad Gregoriana.  Al regresar de Roma, se incorporó a la diócesis para ser parte del equipo formador en seminario conciliar diocesano de Zacatecas.
El 27 de agosto de 1964, fue designado auxiliar para la dirección espiritual de los alumnos del Seminario menor de Zacatecas.
En esa misma fecha, capellán del Templo del Niño en la ciudad episcopal, capellán y confesor de las Madres Oblata de San José, en la ciudad episcopal. El 8 de octubre de 1964, figuró como ayudante del asesor de la Obra Movimiento Familiar Cristiano. 
En agosto de 1966, fue nombrado director espiritual del Seminario conciliar de Zacatecas; maestro de Teología dogmática, de filosofía e historia de la filosofía en el primer curso de estudios filosóficos. 
El 12 de febrero de 1974, fue capellán del convento de las madres clarisas en la ciudad episcopal. 
En 1976 fue capellán de los Caballeros de Colón en la diócesis. El 20 de agosto de 1979 fue director espiritual y profesor del seminario mayor. 
El 24 de mayo de 1988, fue vicario general de la Diócesis de Zacatecas y miembro del Cabildo catedralicio de la Catedral de Zacatecas.
El 11 de enero de 1990 se le designó como el encargado del área para la preparación de la visita de Juan Pablo II a la Diócesis de Zacatecas. 
El 6 de enero de 1997 entró en funciones como administrador diocesano al quedar vacante la sede episcopal.

## Episcopado
El 20 de enero de 1999, fue nombrado por la Santa Sede, Obispo Electo de la Diócesis de Zacatecas y el 20 de marzo siguiente, fue consagrado como XIII Obispo de la Diócesis de Zacatecas, de manos del Nuncio Apostólico en México Justo Mullor García en una concelebración eucarística realizada en la Monumental Plaza de Toros Zacatecas. 
Bajo su episcopado se celebró el Jubileo del Año 2000, promovió el Centro Hospitalario San José con instalaciones adecuadas. 
Incorporó la diócesis como Diócesis sufragánea de la Arquidiócesis de San Luis Potosí.
El 8 de octubre de 2008 el papa Benedicto XVI aceptó su renuncia por razones de edad. En calidad de obispo emérito radicó en la ciudad de Guadalupe (Zacatecas), prestando sus servicios religiosos en la parroquia de los Sagrados Corazones. 
Falleció en la ciudad de Zacatecas por secuelas de COVID-19 a los ochenta y ocho años, tras cincuenta y nueve años de sacerdocio y veintidós de obispo.

## Sucesión
| Predecesor: Javier Lozano Barragán | Obispo de Zacatecas 1999 - 2008 | Sucesor: Jesús Carlos Cabrero Romero |

- Datos: Q1406740
- Multimedia: Fernando Mario Chávez Ruvalcaba / Q1406740